# Gymnoamblyopus novaeguineae
Gymnoamblyopus novaeguineae es una especie de peces de la familia de los Gobiidae en el orden de los Perciformes.

## Morfología
- Las hembras pueden alcanzarlos 9,9 cm de longitud total.
- Número de vértebras: 26.[1]

## Hábitat
Es un pez de Agua dulce y de clima tropical.

## Distribución geográfica
Se encuentra en Papúa Nueva Guinea.

## Observaciones
Es inofensivo para los humanos.